# Vereinte Dienstleistungsgewerkschaft

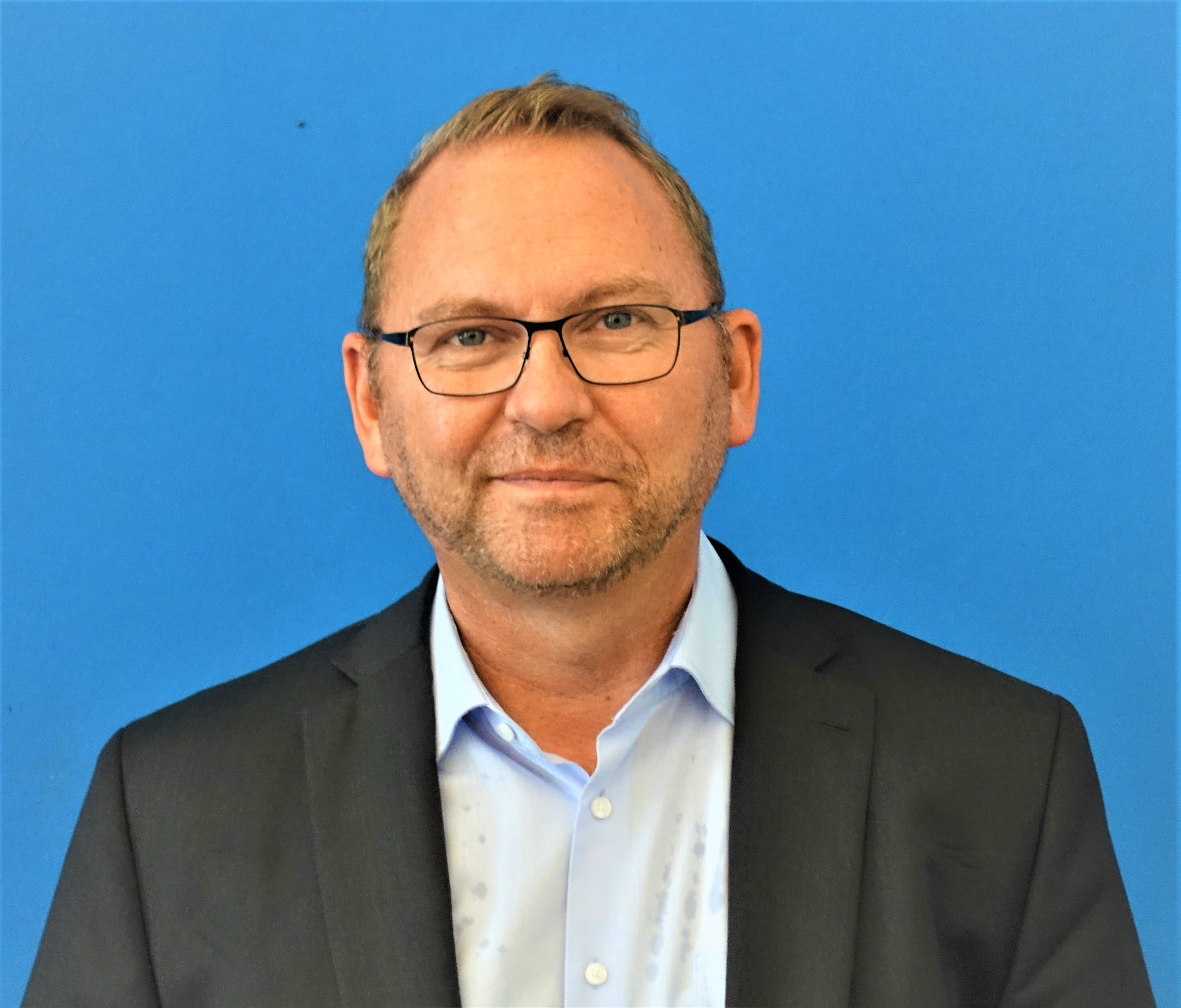
Frank Werneke, Vorsitzender der Gewerkschaft ver.di, (August 2022)

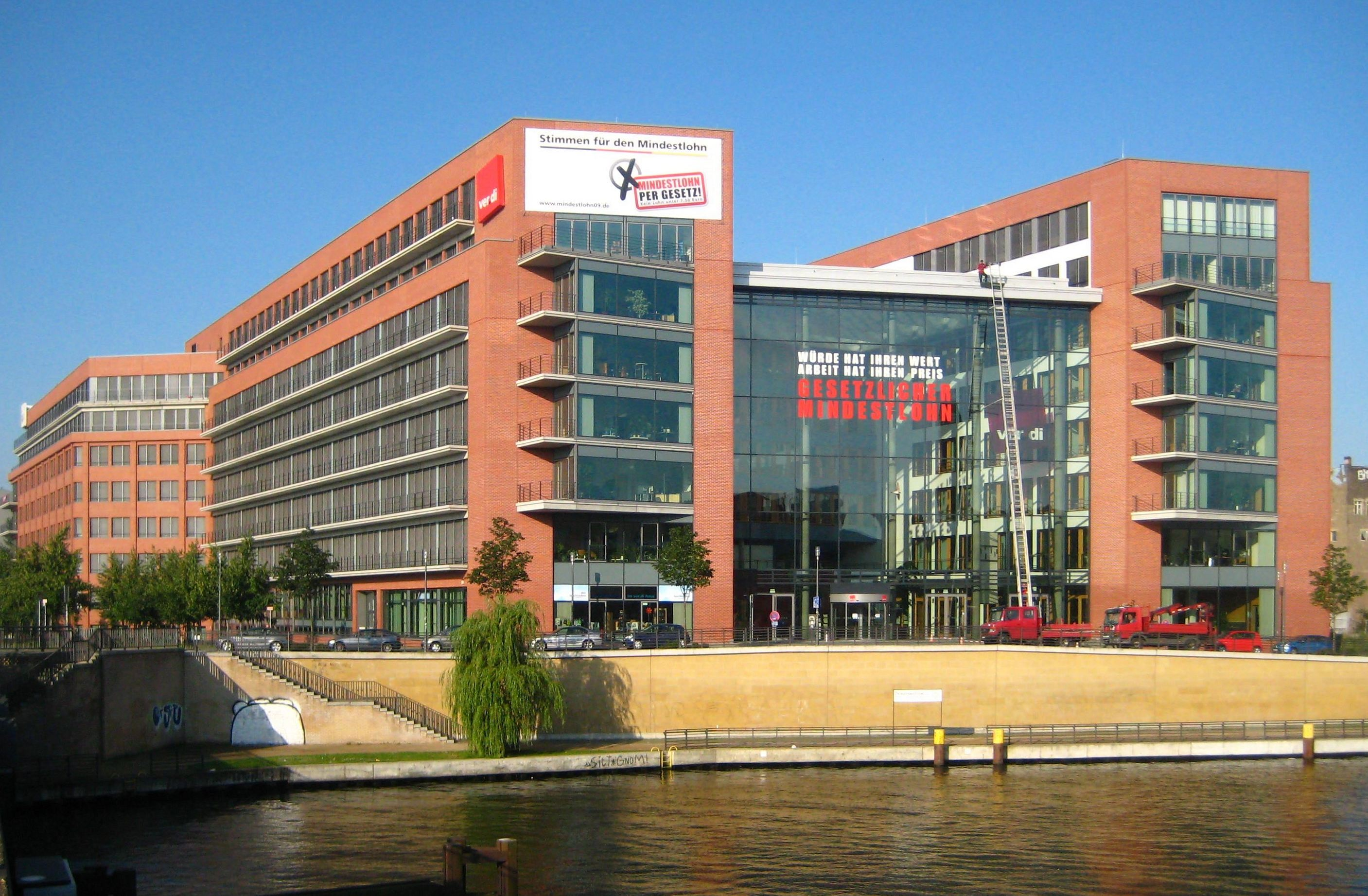
Die Verdi-Bundesverwaltung am Paula-Thiede-Ufer 10 in Berlin-Mitte

Die Vereinte Dienstleistungsgewerkschaft (kurz Verdi oder Ver.di, Eigenschreibweise: ver.di, Aussprache: [ˈvɛɐ̯.di]) ist eine deutsche Gewerkschaft mit Sitz in Berlin. Sie entstand im Jahr 2001 durch Zusammenschluss von fünf Einzelgewerkschaften und ist Mitglied im Deutschen Gewerkschaftsbund (DGB). Mit etwa 1,9 Millionen Mitgliedern ist sie nach der IG Metall die zweitgrößte deutsche Gewerkschaft. Die Frauenquote liegt bei 52,2 Prozent – Verdi hat 972.507 Frauen und 892.126 Männer organisiert. Die Gewerkschaft beschäftigt bundesweit rund 3400 Mitarbeiter (davon 560 Beschäftigte in der Bundesverwaltung) und nimmt durch Beitragszahlungen jährlich etwa 544 Millionen Euro ein. Verdi ist in zehn Landesbezirke und fünf Fachbereiche untergliedert und wird von einem neunköpfigen Bundesvorstand geleitet. 2023 legte Verdi den zweiten Transparenzbericht über die Verwendung der Beiträge vor. Vorsitzender ist seit September 2019 Frank Werneke.

## Gründung
Die Gründung der neuen Gewerkschaft wurde seit 1997 vorbereitet, beginnend mit der Hamburger Erklärung von sechs Gewerkschaften (zunächst war auch noch die Gewerkschaft Erziehung und Wissenschaft mit an Bord, die 1998 ausschied) am 4. Oktober 1997. Vom 17. bis 19. November 1999 entschieden sich die Delegierten in fünf gleichzeitig abgehaltenen Gewerkschaftskongressen (DPG in Bremen, DAG in Magdeburg, HBV in Bremen, IG Medien in Kassel und ÖTV in Dortmund), den Gründungsprozess voranzutreiben. Am 16. März stimmte die ÖTV als erste der fünf Teilgewerkschaften für ihre Auflösung, am 17. März dann die vier anderen Gewerkschaften.
Verdi entstand am 19. März 2001 durch Zusammenschluss von fünf Einzelgewerkschaften, die mit Ausnahme der DAG zuvor alle dem Deutschen Gewerkschaftsbund (DGB) angehörten: Deutsche Angestellten-Gewerkschaft (DAG), Deutsche Postgewerkschaft (DPG), Gewerkschaft Handel, Banken und Versicherungen (HBV), IG Medien – Druck und Papier, Publizistik und Kunst (IG Medien) und der Gewerkschaft Öffentliche Dienste, Transport und Verkehr (ÖTV).
Die treibende Kraft in diesem Prozess war Roland Issen, der das Konkurrenzdenken und den Kampf unter den Gewerkschaften beenden wollte. 1987 wurde er zum Vorsitzenden der DAG gewählt. Noch auf dem DAG-Bundeskongress 1987 in Hannover reichte er den anderen Gewerkschaften die Hand zur Zusammenarbeit. Es kam zu ersten Gesprächen in vertraulicher Runde mit dem Vorsitzenden des DGB und den Einzelgewerkschaften, und schon bald zeigte seine Arbeit Wirkung. Die DAG wurde mit Zustimmung des DGB in den Europäischen Gewerkschaftsbund (EGB) 1990 aufgenommen. Es folgten Kooperationsverträge der DAG mit der Gewerkschaft ÖTV 1994, mit der HBV 1995, und bereits drei Jahre später wurde mit der Hamburger Erklärung der späteren Gründungsgewerkschaften der Grundstein zu Verdi gelegt. Über 10 Jahre hat dieser Prozess gedauert, weil die Fusion nur mit großer Zustimmung möglich war. Auch Rückschläge mussten immer wieder überwunden werden. Das angestrebte Ziel einer einzigen Gewerkschaft für alle Dienstleistungsberufe konnte allerdings nicht erreicht werden. Innerhalb des DGB konkurriert Verdi zum Beispiel mit der GdP um Zollbeamte, mit der GEW in den Bereichen Sozialpädagogik und Wissenschaft und mit der IG Metall in den IT-Berufen. Außerhalb des DGB organisieren der Deutsche Beamtenbund, der Marburger Bund und die Gewerkschaften der Luftfahrt in ihren Bereichen oft erfolgreicher Beschäftigte als Verdi das erreichen konnte.

## Organisationsstruktur
Höchstes Organ von Verdi ist der Bundeskongress, der alle vier Jahre zusammentritt. Er legt die Grundsätze der Gewerkschaftspolitik fest, wählt und entlastet den Bundesvorstand und den Gewerkschaftsrat. Die Gewerkschaft gliedert sich in Ebenen, Fachbereiche und Personengruppen. Fachbereiche und Personengruppen weisen eigene Organe und Gremien auf örtlicher Ebene, Bezirksebene, Landes- und Bundesebene auf. Mit dieser Matrixorganisation sollen sowohl die Organisation in ihrer Gesamtheit als auch die Interessen der einzelnen Berufsgruppen abgebildet werden. Am 23. Juni 2017 hat der Verdi-Bundesvorstand seine Position zur Zukunft der Fachbereiche vorgelegt. Mit einer Bündelung in vier große statt wie bisher 13 Fachbereiche soll eine sinnvollere Flächenpräsenz erreicht werden. Der Gewerkschaftsrat hat am 29./30. November 2017 außerdem über den Rollout der Trennung und Neuausrichtung von kollektiver (Betriebsarbeit) und individueller Gewerkschaftsarbeit (Mitgliederbetreuung) entschieden und damit eine grundlegende Weichenstellung für die zukünftige Arbeit von Verdi vorgenommen. Für alle organisatorischen Einheiten ist in der Verdi-Satzung die Gleichstellung von Männern und Frauen festgeschrieben. Dies ist ein zentrales Thema der Gewerkschaft seit ihrer Gründung.

### Gewerkschaftsrat und Bundesvorstand
Zwischen den Bundeskongressen ist der Gewerkschaftsrat das höchste Organ von Verdi. Er besteht aus Vertretern der Landesbezirke, der Fachbereiche sowie der Frauen, Jugend und Senioren. Der Gewerkschaftsrat wacht über die Einhaltung der Satzung, genehmigt den jährlichen Haushalt und die Jahresabschlüsse und kontrolliert den Bundesvorstand.
Der Bundesvorstand übernimmt alle Tätigkeiten, die nicht durch Satzung dem Bundeskongress oder Gewerkschaftsrat vorbehalten sind. Er führt die Geschäfte von Verdi und vertritt die Gewerkschaft nach innen und außen. Der Bundesvorstand besteht aus einem Vorsitzenden, den Leitern der Fachbereiche und bis zu fünf weiteren Mitgliedern. Dem Gremium gehören 2019 vierzehn Personen an.
Zwischen 2001 und 2019 war Frank Bsirske erster Vorsitzender. 2019 folgte ihm Frank Werneke.
Die Vorsitzende des ehrenamtlichen Gewerkschaftsrates ist Lisette Hörig.

### Landesbezirke, Bezirke und Ortsebene

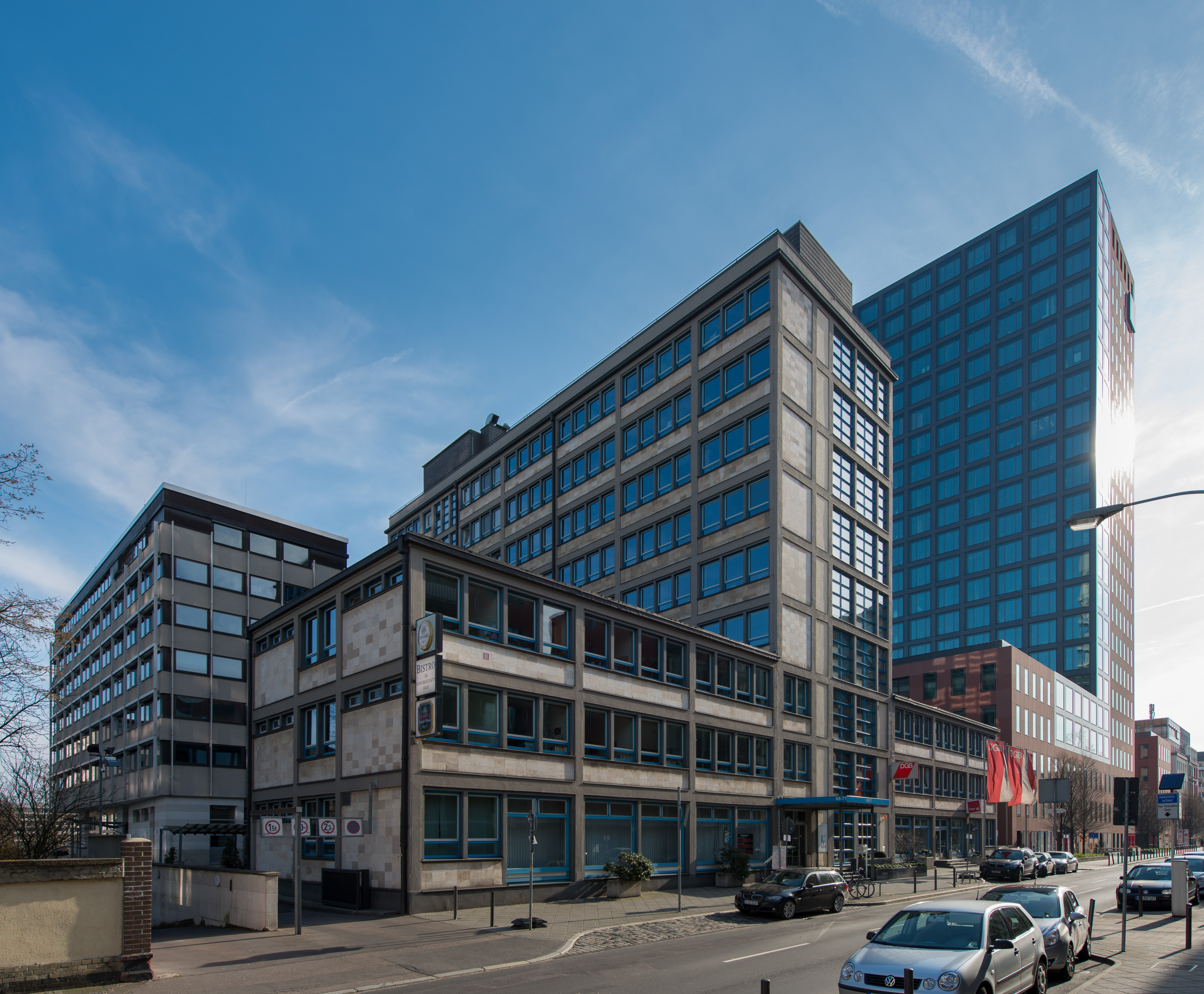
Gewerkschaftshaus Frankfurt am Main, u. a. Sitz des Verdi-Landesbezirks Hessen

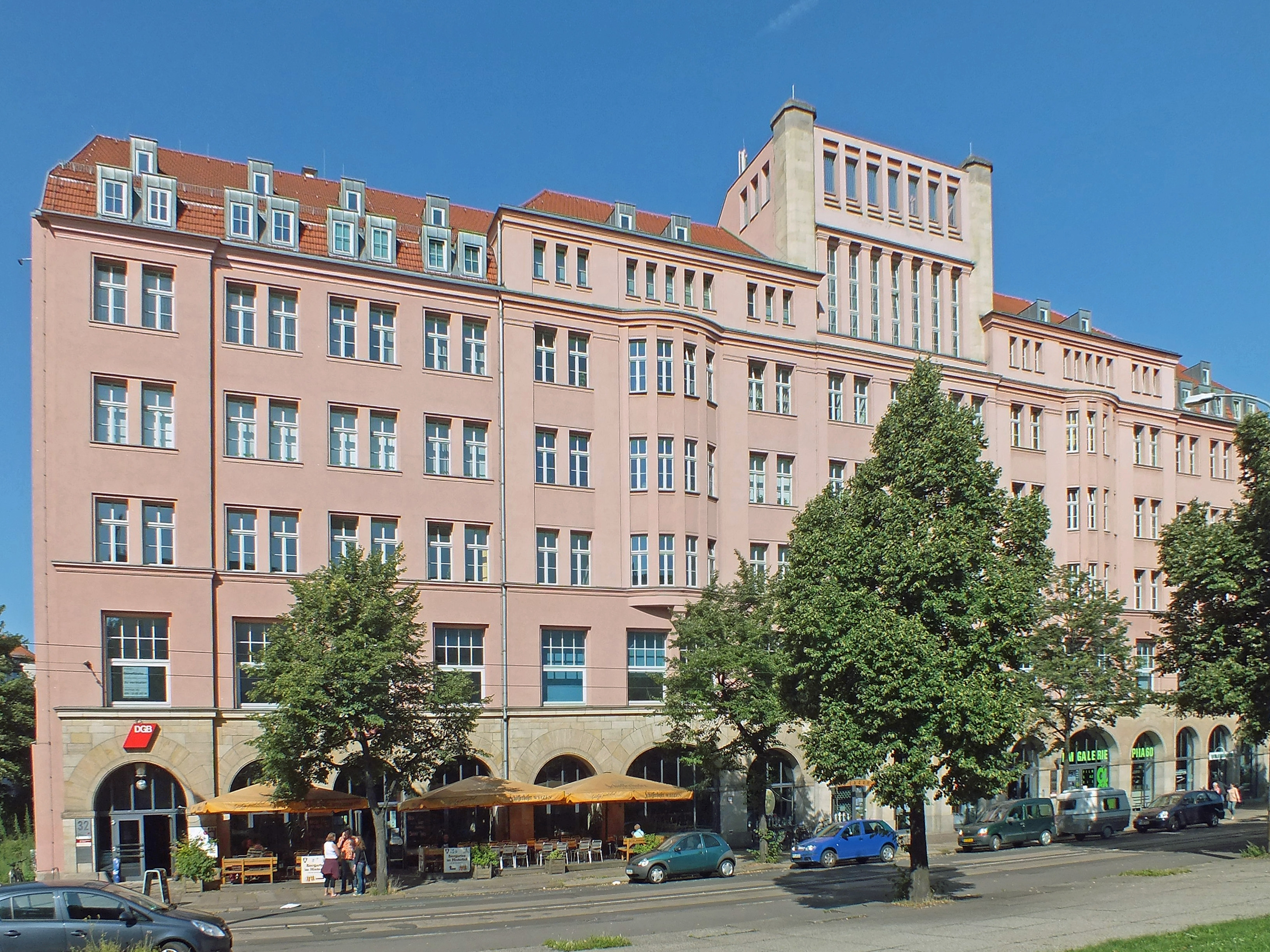
Volkshaus Leipzig, u. a. Sitz des Verdi-Landesbezirks Sachsen, Sachsen-Anhalt, Thüringen

Die unterste Organisationsstufe der Ebenen ist der Ortsverein (OV) oder bei Zusammenfassung von mehreren Orten der Regionalverein (RV). Sie sollen die fachbereichsübergreifende Gewerkschaftsarbeit der Mitglieder fördern und vereinfachen. Über der Ortsebene existieren bundesweit Bezirke, denen wiederum die Landesbezirke übergeordnet sind. Über den regionalen Zuschnitt von Bezirken entscheiden diese einvernehmlich, während Landesbezirke vom Gewerkschaftsrat eingerichtet werden. In Verdi gibt es zehn Landesbezirke:
- Landesbezirk Baden-Württemberg – im Bundesland Baden-Württemberg
- Landesbezirk Bayern – im Bundesland Bayern
- Landesbezirk Berlin-Brandenburg – in den Bundesländern Berlin und Brandenburg
- Landesbezirk Hamburg – im Bundesland Hamburg
- Landesbezirk Hessen – im Bundesland Hessen
- Landesbezirk Niedersachsen/Bremen – in den Bundesländern Niedersachsen und Bremen
- Landesbezirk Nord – in den Bundesländern Schleswig-Holstein und Mecklenburg-Vorpommern
- Landesbezirk Nordrhein-Westfalen – im Bundesland Nordrhein-Westfalen
- Landesbezirk Rheinland-Pfalz-Saarland – in den Bundesländern Rheinland-Pfalz und Saarland
- Landesbezirk Sachsen, Sachsen-Anhalt, Thüringen – in den Bundesländern Sachsen, Sachsen-Anhalt und Thüringen

### Fachbereiche und Personengruppen
Die Fachbereiche orientieren sich an den Branchen der Mitglieder und nehmen die „Aufgaben der fachbezogenen mitglieder- und betriebsnahen Interessenvertretung“ wahr. Die Fachbereiche legen ihre innere Struktur selbst fest und besitzen eigene Statuten, die der Zustimmung des Gewerkschaftsrats bedürfen.:32 Es gibt seit dem 1. Januar 2022  5 Fachbereiche:
1. Fachbereich A: Finanzdienste, Kommunikation und Technologie, Kultur, Ver- und Entsorgung
2. Fachbereich B: Öffentliche und private Dienstleistungen, Sozialversicherung und Verkehr
3. Fachbereich C: Gesundheit, Soziale Dienste, Bildung und Wissenschaft
4. Fachbereich D: Handel
5. Fachbereich E: Postdienste, Speditionen und Logistik

Innerhalb der einzelnen Fachbereiche können Fachgruppen und Fachkommissionen gebildet werden, um die spezifischen Interessen einzelner Berufsgruppen besonders zu fördern.
Neben den Fachbereichen sieht die Verdi-Satzung vor, dass auf Bezirks-, Landes- und Bundesebene sogenannte Personengruppen gebildet werden. Insgesamt existieren acht Personengruppen:
- Jugend
- Beamte
- Meister, Techniker und Ingenieure (rund ein Prozent der Mitglieder, Stand 2020)
- Selbstständige

Solo-Selbstständige in Verdi erhalten über die mediafon GmbH ein Beratungs- und Vernetzungsangebot.
- Erwerbslose
- Migranten

Migranten sind bei Verdi überwiegend Mitglieder, die nicht die deutsche Staatsangehörigkeit haben oder diese später erworben haben. Die Staatsangehörigkeit und weitere Kriterien der Gruppenzugehörigkeit werden mit einem Beiblatt zur Begrüßungsmappe erhoben. Diese neue Art der Datenerhebung wurde von der Verdi-Bundesverwaltung nicht mit der Personengruppe abgestimmt.
- Arbeiter
- Senioren

17,6 Prozent der Mitglieder sind Senioren. Senioren sind automatisch alle Mitglieder, die aus dem Berufsleben ausgeschieden sind oder auf eigenen Wunsch, wenn sie sich in der Freizeitphase der Alterszeit befinden. Sie zahlen einen reduzierten Beitrag von 0,5 Prozent des Alterseinkommens, haben aber dennoch volles Mitwirkungs-, Wahl- und Stimmrecht in allen Gremien und sind in der 4. Ebene in Ortsvereinen oder Betriebsgruppen (ehem. Postbetriebe) organisiert. Bei Tarifrunden und bei Streiks unterstützen sie die aktiven Kollegen. Die Gruppe der Senioren bildet auf jeder Ebene einen Seniorenvorstand (früher Seniorenausschuss) – höchstes Organ ist der Bundesseniorenvorstand. Darüber hinaus haben die Senioren nach ver.di-Satzung in allen Vorständen mindestens ein Mandat.
Aufgaben, Struktur und Mitgliedschaft der einzelnen Personengruppen werden durch Richtlinien geregelt, die auf Vorschlag der jeweiligen Gruppe vom Gewerkschaftsrat erlassen werden.

### Mitgliederzahlen und -struktur
Von 2001 bis 2017 sank die Zahl der Mitglieder von 2,81 auf 1,99 Millionen. Bei der Gründung gab es viele Karteileichen; Bsirske beziffert diese Gruppe mit rund 300.000. Beobachter urteilten, Verdi rekrutiere neue Mitglieder zwar „vergleichsweise gut“, könne sie aber nur eingeschränkt an sich binden. Bereits vor dem Zusammenschluss der fünf Einzelgewerkschaften 2001 kämpfte man mit abnehmendem Interesse vor allem bei Angestellten und Frauen. 2003 führten die gesunkenen Mitgliederzahlen dazu, dass Verdi selbst Stellen abbauen musste. Dies war aber auch der Tatsache geschuldet, dass nach der Fusion in der Verdi-Verwaltung viele Strukturen mehrfach vorhanden waren. 2007 beauftragte der Bundeskongress den Vorstand, Maßnahmen zu ergreifen, um den Mitgliederschwund aufzuhalten oder sogar umzukehren. Daraufhin wurde die Kampagne „Chance 2011“ ins Leben gerufen. 2012 führte man sie unter dem Titel „Perspektive 2015“ in vergleichbarer Form fort. Tatsächlich sprachen 2015 Gewerkschaftsvertreter von einem „Ende des Mitgliederschwunds“, der zumindest für die neuen Bundesländer gelte. Das Ende des Mitgliederschwundes trat jedoch auch bis Dezember 2021 nicht ein. 2023 ist ver.di um 40.106 Mitglieder bzw. 2,16 % gewachsen.

## Aufgaben und Ziele

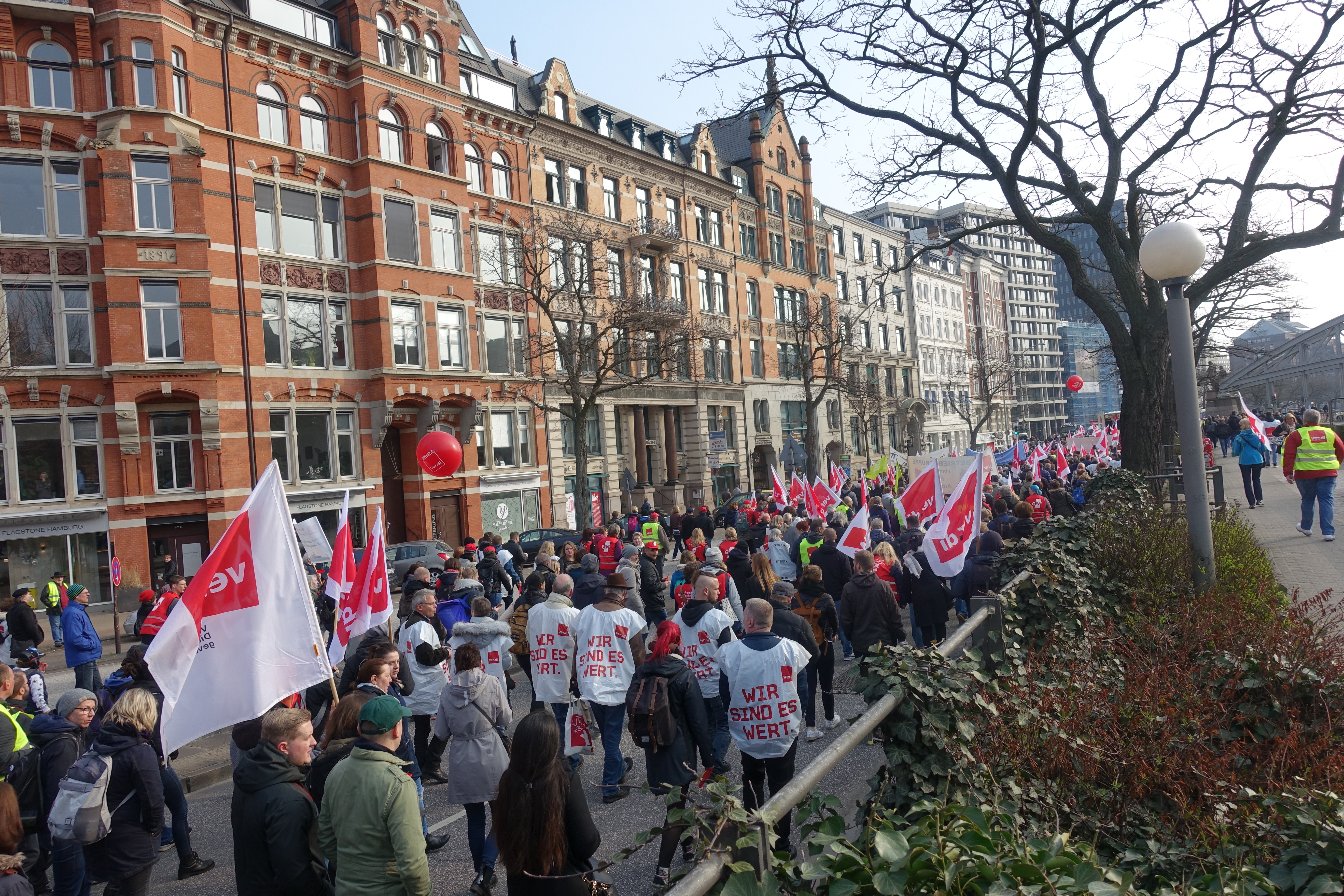
Streik im Öffentlichen Dienst in Hamburg am 12. April 2018

Kampagne für den gesetzlichen Mindestlohn von Verdi und NGG bei der DGB-Kundgebung zum 1. Mai 2009

Die Grundsätze der Gewerkschaft wurden vom Gewerkschaftsrat am 18. März 2010 in der Grundsatzerklärung festgelegt.
Zu den gewerkschaftlichen Aufgaben im Rahmen der Öffentlichkeitsarbeit gehört es ebenfalls, die im Alltag angetroffenen Arbeitsbedingungen der Arbeitnehmer immer wieder neu zu thematisieren und ganz konkret auch an berufsspezifischen internationalen Aktionstagen wie z. B. am Tag des Seefahrers die in der Öffentlichkeit allgemein eher „unsichtbare“ Berufsgruppe der Seeleute als Menschlicher Faktor in der Maritimen Industrie und ihre grundlegende Bedeutung zusammen mit den Reedereien für den Welthandel und für unsere  Zivilgesellschaft ebenfalls und besser als bisher in das öffentliche Bewusstsein zu rücken.

### Tarifpolitik
Verdi setzt sich dafür ein, die Arbeitsbedingungen von Arbeitnehmern durch Tarifverträge abzusichern und zu gestalten. In der Vergangenheit hat sich Verdi mehrfach für den Erhalt der Tarifeinheit ausgesprochen, weil dies die Durchsetzungsfähigkeit der Belegschaft und die Akzeptanz der Tarifautonomie fördere. Eingriffe in das Streikrecht der Arbeitnehmer lehnt Verdi ab und kündigte an, gegen entsprechende gesetzliche Einschränkungen zu klagen, auch vor dem Bundesverfassungsgericht. Im Rahmen ihrer Tarifpolitik setzt sich Verdi insbesondere für die Gleichstellung von Frauen und Männern ein. Auch bei der Besetzung des eigenen Vorstands spielt das Gender-Mainstreaming eine Rolle. Ein weiteres Ziel der Tarifpolitik von Verdi ist die Angleichung von Löhnen, Renten in alten und neuen Bundesländern und Unterstützung der DGB-Initiative Gute Arbeit.
Die Tarifpolitik von Verdi erfuhr vor allem durch Arbeitskämpfe im öffentlichen Dienst eine breite mediale Rezeption. 2005 setzte Verdi einen neuen Tarifvertrag für den öffentlichen Dienst in Bund und Kommunen (TVöD), 2006 für die Arbeitnehmer der Länder (TV-L) durch und ersetzte damit die bisher in diesen Bereichen geltenden Tarifverträge, insbesondere den Bundes-Angestelltentarifvertrag BAT. Wesentlicher Inhalt der neuen Tarifverträge war die Aufhebung der Trennung der Beschäftigten in Angestellte und Arbeiter und ein Wegfall diverser Regelungen aus dem Beamtenrecht, z. B. auch der familienbezogenen Bestandteile.
2007 starteten Verdi und der Deutsche Beamtenbund eine drei Millionen Euro teure Werbekampagne unter dem Motto „Genug gespart“. Diese sollten im Vorfeld neuer Tarifverhandlungen die Leistungen des öffentlichen Dienstes bekannter machen. Nach einer Welle von Warnstreiks und mehreren Verhandlungsrunden rief man im März 2008 die Schlichtung an. Obwohl diese scheiterte, einigte sich Verdi mit Bund, Ländern und Kommunen schließlich auf einen neuen Tarifvertrag. Die Gewerkschaft setzte einen Lohnzuwachs von acht Prozent durch, was von einigen Beobachtern als schwere Belastung für die öffentlichen Haushalte eingestuft wurde. Im Zuge des Tarifkonflikts 2008 gewann Verdi 50.000 neue Mitglieder.

### Sozialpolitik und Sozialversicherung
Die Verwirklichung sozialer Gerechtigkeit und gleicher sozialer Chancen ist ein wichtiges Ziel von Verdi. Die übergreifenden Aktivitäten werden in der Abteilung Arbeitsmarkt- und Sozialpolitik gebündelt. Hier werden nicht nur aktuelle politische Themen, sondern auch Kampagnen gegen Altersarmut z. B. „Rente muss für ein gutes Leben reichen“, unterstützt und Informationen zur Selbstverwaltung und zu den Sozialwahlen erstellt. Verdi hat sich 2017 erfolgreich an den Sozialwahlen beteiligt. Mitglieder engagieren sich als Selbstverwalter in den Verwaltungsräten sowie deren Ausschüssen sowohl in den Krankenkassen als auch den Berufsgenossenschaften und in der Vertreterversammlung und im Vorstand sowie als Versichertenberater der Rentenversicherung.

### sozialversicherung.watch
Verdi hat mit der Internet-Plattform „www.sozialversicherung.watch“ einen bundesweiten Dialog zwischen den Mitgliedern der Selbstverwaltung in der DAK-Gesundheit, Barmer Ersatzkasse, Techniker Krankenkasse, Kaufmännische Krankenkasse – KKH und Deutsche Rentenversicherung Bund und den dort Versicherten hergestellt. Die Mitglieder in der Selbstverwaltung informieren über ihre Tätigkeit und unterstützten Versicherte bei Anfragen und Anliegen an die Verwaltung.

### Leistungen für Mitglieder
Verdi-Mitglieder haben, wenn sie sich an einem von Verdi ausgerufenen Streik beteiligen, einen Anspruch auf Streikgeld sowie auf kostenfreien Rechtsschutz in allen Fragen des Arbeits- und Sozialrechts. In Kooperation mit dem deutschen Mieterbund bietet Verdi eine kostenfreie telefonische Mietrechtsberatung.
Verdi-Mitglieder können im Regelfall ihre Einkommensteuererklärung vom Lohnsteuerservice erstellen lassen. Der Lohnsteuerservice ist ein freiwilliges Zusatzangebot von beauftragten ehrenamtlichen Kollegen. Gegenüber der Finanzverwaltung liegt die rechtliche Verantwortung für die Durchführung des Lohnsteuerservice bei der Verdi-Bundesverwaltung. Im Jahr 2019 versuchte das Bundesministerium der Finanzen, das Lohnsteuerhilfeangebot der Gewerkschaft zu unterbinden. Verdi verweist auf die bestehende Befugnis zur geschäftsmäßigen Hilfeleistung in Steuersachen gemäß § 4 Nummer 7 StBerG und erläutert diesbezügliche Beschränkungen. Die Mitglieder können den ver.di-Lohnsteuerservice weiter in Anspruch nehmen.
Im Mitgliedsbeitrag ist auch eine Freizeitunfall-Leistung bei Freizeitunfällen in Form eines Krankenhaustagegelds in Höhe von 25,- Euro pro Tag, maximal für 30 Tage, enthalten.
Voraussetzung für die Inanspruchnahme der Leistungen ist in der Regel eine Dauer der Mitgliedschaft von mindestens sechs Monaten und die Zahlung der satzungsgemäßen Beiträge.

#### Digitale Gewerkschaftsarbeit
Ein Kernstück der digitalen Gewerkschaftsarbeit ist seit 2021 die Mitgliederplattform „meine ver.di“. Mitglieder können hier ihre persönlichen Daten, Angebote und Leistungen von ver.di einsehen und z. B. Beitragsquittungen abrufen. Seit Dezember 2022 wird darüber auch die Streikunterstützung digital ausgezahlt. Ende 2022 nutzten über 420 000 Mitglieder dieses System.

### Bildungsarbeit

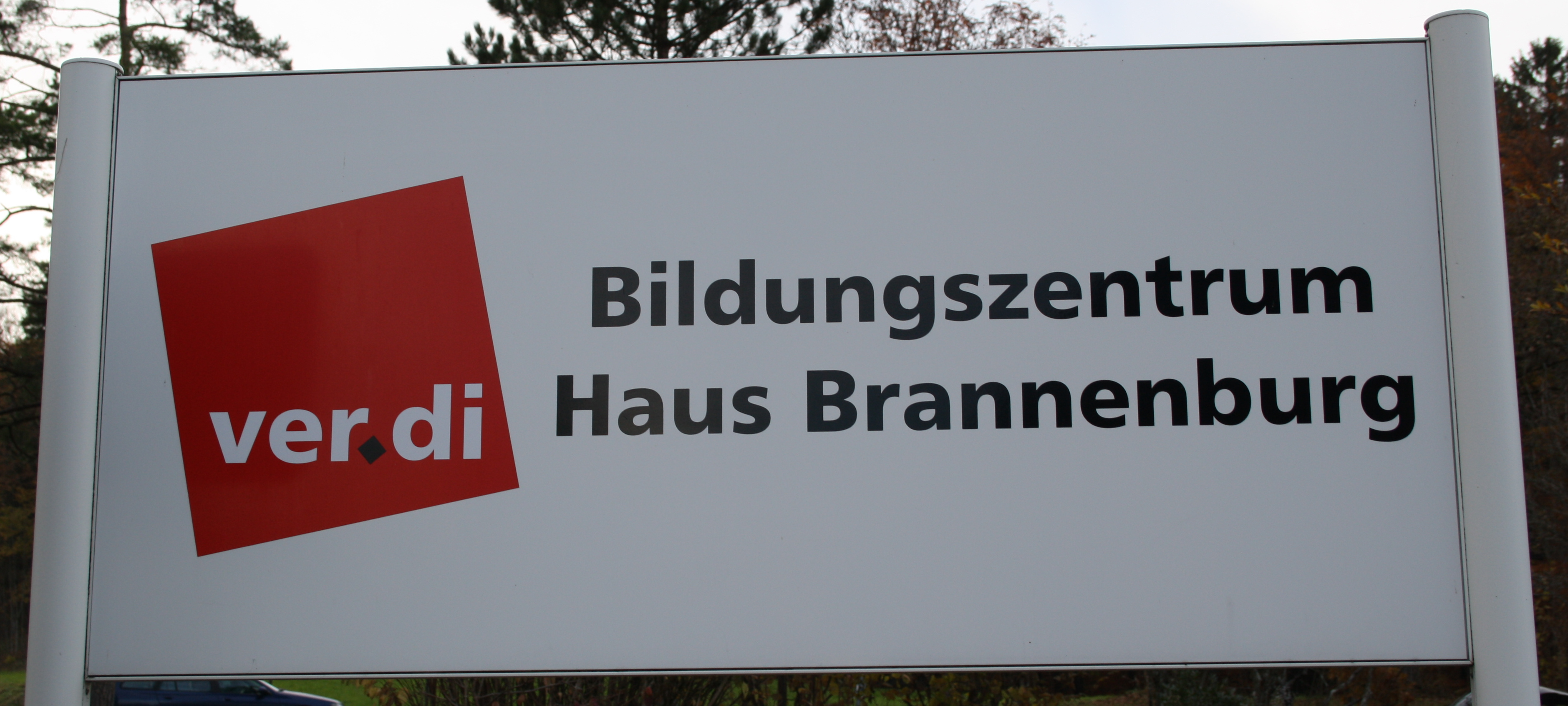
Die Verdi-Bildungszentren spielen eine zentrale Rolle im Bereich der gewerkschaftlichen Bildungsarbeit

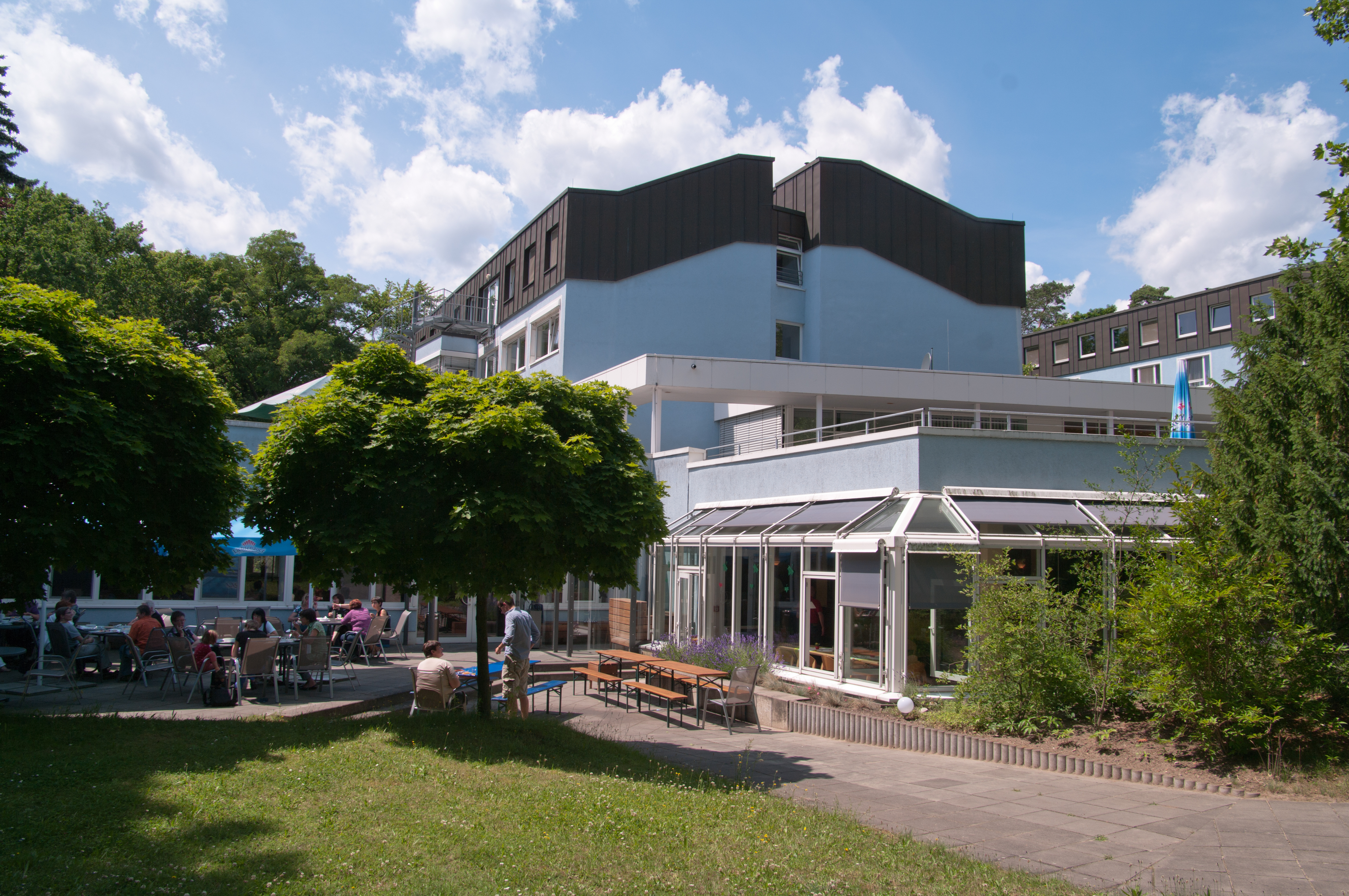
Das Verdi-Bildungs- und Begegnungszentrum „Clara Sahlberg“ in Berlin-Wannsee

Verdi unterhält bundesweit eine Reihe von Zentren für die gewerkschaftliche Bildungsarbeit. Ihr Zweck ist es, den Austausch der Mitglieder zu fördern. Das Angebot richtet sich insbesondere, aber nicht ausschließlich an aktive Betriebs- und Personalräte sowie andere Mandatsträger, z. B. Mitglieder der Schwerbehinderten- (SBV) und der Jugend- und Auszubildendenvertretungen (JAV). Kosten für Seminare, die von Verdi als Bildungsurlaub durchgeführt werden, sind für Mitglieder grundsätzlich mit den Mitgliedsbeiträgen abgegolten. Außerdem findet in den Bildungszentren berufliche und allgemeine Weiterbildung zu den unterschiedlichsten Themen statt. Es existieren Bildungszentren in Berlin, Bielefeld, Brannenburg, Gladenbach, Mosbach, Naumburg (Hessen), Saalfeld, Undeloh und Walsrode. Der Standort Hörste wurde Ende 2015 aufgegeben, in dem Gebäude wohnen seitdem Flüchtlinge.
Neben den genannten Bildungszentren gibt es in mehreren Bundesländern eigenständige Bildungswerke, die aus der früheren Deutschen Angestelltengewerkschaft übernommen wurden.

### Verdi Bildung + Beratung
Verdi Bildung + Beratung, kurz Verdi b+b, ist der bundesweit agierende Bildungsträger von Verdi, der arbeitgeberfinanzierte Seminare, Konferenzen und Tagungen für gesetzliche Interessenvertretungen, also für Betriebsrats-, Personalrats- und JAV-Mitglieder sowie Mitglieder der Schwerbehindertenvertretung und Mitarbeitervertretung durchführt. Verdi b+b wird regelmäßig von einem unabhängigen Institut nach LQW-Standard („Lernerorientierte Qualitätstestierung in der Weiterbildung“) geprüft und zertifiziert.
Der Hauptsitz des Unternehmens ist in Düsseldorf. Deutschlandweit ist Verdi b+b an über 20 Standorten vertreten.

## Internationale Mitgliedschaften
Verdi ist Mitglied in vielen internationalen Gewerkschaftszusammenschlüssen, etwa
- auf globaler Ebene: der UNI Global Union, der Internationalen Transportarbeiterföderation, der Internationalen Journalisten-Föderation sowie der Internationale der Öffentlichen Dienste.[58]
- auf europäischer Ebene: der UNI-Europa, der Europäischen Transportarbeiterföderation, der Europäischen Journalisten-Föderation sowie des Europäischen Gewerkschaftsverbands für den Öffentlichen Dienst (EPSU).

Außerdem ist Verdi Mitglied im Netzwerk Europäische Bewegung und Partner des Tax Justice Networks.

## Publikationen
Verdi gibt eine Reihe von regelmäßigen Publikationen heraus. Die Mitgliederzeitschrift Ver.di Publik erscheint achtmal im Jahr in einer Auflage von 1,9 Millionen und wird kostenlos an alle Mitglieder verteilt. Chefredakteurin ist Petra Welzel. Hinzu kommen rund zwei Dutzend weitere Periodika, die von den einzelnen Fachbereichen und Personengruppen herausgegeben und in der Regel als Beilage zur Publik vertrieben werden. Die dju im Fachbereich A (Finanzdienste, Kommunikation und Technologie, Kultur, Ver- und Entsorgung) gibt die Fachzeitschrift M – Menschen Machen Medien heraus. Ein Teil dieser Publikationen kann mittlerweile auch in digitaler Form als e-Paper, PDF oder über die Verdi-App gelesen werden.

## Kritik
Seit der Gründung von Verdi gab es wiederholt Kritik an der komplexen Organisationsstruktur: So warnte Der Tagesspiegel schon 2001 vor drohenden „Reibungsverluste(n)“. Auch die Welt am Sonntag berichtete von „Reibungen und Budget-Rangeleien“. Die Tageszeitung bezeichnete das Matrix-Modell von Verdi als „derart kompliziert“, dass selbst hauptamtliche Verdi-Mitarbeiter es „nur mit Mühe“ erklären könnten. Fachbereiche, Landesverbände und Bezirke würden „mehr gegeneinander als miteinander“ arbeiten, so der Stern. Auch aus den eigenen Reihen wurde immer wieder Kritik an der Organisationsstruktur laut und im Rahmen der Initiative „Perspektive 2015“ aufgegriffen.
Kritiker warfen Verdi außerdem vor, sich zwar in der Öffentlichkeit für Arbeitnehmerrechte und gerechte Löhne starkzumachen, diese Ziele aber im eigenen Haus nicht zu verfolgen: So werde die Kantine in der Berliner Zentrale vom internationalen Catering-Konzern Sodexo betrieben, der üblicherweise keine Branchen-, sondern Haustarifverträge abschließt. Mitarbeiter der Verdi-nahen Deutschen Angestellten-Akademie wurden nach Informationen der Neuen Ruhr Zeitung unter dem Tarif bezahlt, den Verdi mit Konkurrenten wie der AWO oder der Diakonie ausgehandelt hatte. Auch das Vorgehen von Verdi während Streiks ist immer wieder Gegenstand von Kritik. So wurden beispielsweise vereinzelt Fälle bekannt, in denen ver.di-Mitglieder zum Streik verpflichtet worden seien, was die Gewerkschaft aber zurückwies. Außerdem wurden einige Streiks, die Verdi ausgerufen hatte, nach Presseberichten von Betroffenen als unverhältnismäßig bezeichnet.